# Крик муравьёв
«Крик муравьёв» (перс. فریاد مورچه ها‎) — ирано–французский кинофильм режиссёра Мохсена Махмальбафа 2006 года. Съёмки фильма проводились в Индии, из-за религиозной тематики фильм был запрещён для показа в Иране.

## Сюжет
Молодая пара, в которой мужчина — атеист и бывший коммунист, а женщина — верующая, в свой медовый месяц отправляются в путешествие в Индию для поиска «совершенного человека».

## В ролях
- Махмуд Чокроллахи — Муж
- Махнур Шадзи — Жена
- Карл Маасс
- Тензин Чогял
- Савитха Ивер